# 四角いジャングル
『四角いジャングル』（しかくいジャングル）は、原作：梶原一騎・画：中城健による日本の漫画作品。『週刊少年マガジン』（講談社）に1978年第17号から1981年13号に連載されていた。

## 概要
元々は、空手家であった主人公・赤星潮が行方不明の兄を追ってアメリカに渡り、そこで出会ったマーシャルアーツの強さを目撃し、兄を倒したベニー・ユキーデを打倒する事を目指した、フィクションとノンフィクョンを織り交ぜた格闘技漫画だったが、途中から主人公であるはずの赤星潮の存在はほとんど無くなり、マーシャルアーツのみならず、大山倍達率いる極真空手や、アントニオ猪木率いる新日本プロレスや、黒崎健時率いる新格闘術が絡んだ、現実と虚構が入り混じったドキュメンタリー風の作品に変更される。ちなみに、時間軸的には『空手バカ一代』の最終話からそのまま続いているような形になるため、作画や主人公が変わった続編とも取れる。
なお、主人公である赤星潮は架空の人物だが、この作品とタイアップして同名のリングネームを付けた選手が、実際にキックボクシングのリングに上がり試合を行っている。

## あらすじ
東心会空手の空手家・赤星潮三段は東心会ラスベガス部長になって以降消息を絶った兄・赤星荘介五段の行方を追って単身渡米、何とか道場を見つけるも道場は既に荒れ果て兄の姿はなく途方に暮れるが、通訳に連れていた少年がマーシャル・アーツの存在を潮に話し会場に行くとそこではなんと荘介とエースのベニー・ユキーデの試合が行われ、荘介はベニーの前に完敗。
試合後病室で潮と荘介は再会を果たし、荘介はラスベガスの道場がマーシャル・アーツの道場破りに遭い潰れてしまった事、マーシャル･アーツの次なる目標は日本進出であると話し、ザ・モンスターマンをアントニオ猪木に、ユキーデをキックボクシングの藤原敏男、極真空手への刺客として差し向けるという。それを聞いた潮は東心会を脱退、マーシャル・アーツに転向しユキーデを倒すと決意し、まずあらゆる格闘技習得を目的にプロボクサー赤星潮、メキシコでは覆面プロレスラーレッドスターという二束の草鞋を履いて挑む中、マーシャル・アーツ運営幹部から直々のスカウトを受けるが、試合に来ていたユキーデと言葉を交わす内彼のオーラと紳士な態度に圧倒されマーシャル・アーツをするという発言を撤回、異種格闘技戦で倒すとスカウトを断った。
その矢先、プロレスの試合でミル・マスカラスに完敗を喫し世界の壁を知ると四回戦ボーイやギミックレスラーを倒したぐらいでユキーデに勝てると思いあがり自分が井の中の蛙だったと痛感、燃え尽き症候群に見舞われる。そんなある日、潮は大山倍達から大山に代わってマーシャル・アーツにケンカ状を叩きつける新格闘術黒崎流を教えられ入門するが、彼の空手は黒崎流の前には全く通用しないどころか修行や練習メニューについていけず、他の練習生と同列に扱われていくのであった。

## 映画
1978年から1980年にかけて、この漫画を原作にしたドキュメンタリー映画が3本製作されている。いずれもアントニオ猪木主演。
『格闘技世界一 四角いジャングル 』（1978年上映）
格闘技世界一決定戦「アントニオ猪木対モハメッド・アリ」「アントニオ猪木対ザ・モンスターマン」、藤原敏男のムエタイ挑戦、ベニー・ユキーデの日本での戦い、藤猛のキックボクシング挑戦といった試合の模様や、添野義二や真樹日佐夫ら当時の極真会館門下生による空手実演などを入れた記録映画。
『激突!格闘技 四角いジャングル』（1979年上映）、『四角いジャングル 格闘技オリンピック』（1980年上映）
こちらは原作で取り上げられた実際の格闘技の試合を中心に取り上げた記録映画。前者は上述の赤星潮のデビュー戦も収録されている。後者は予備校生・森田茂（演者名不明）が「腕っぷし日本一コンテスト」に出場するというストーリースタイルである。また「腕っぷし日本一コンテスト」には当時金沢工業大学の学生だった水口敏夫も出場している。

## 備考
- 小林よしのり著『ゴー宣・暫』1巻【序幕・第三場】｢「絵解き｣と情念の表現について」のなかで著者自身が『ゴー宣』のスタイルの原型となる漫画として梶原一騎の『四角いジャングル』を挙げており、「この漫画は実在するプロレスラーや格闘家を登場させながら、作家自身がプロモーターの役割まで果たしてアントニオ猪木と、極真空手出身のウィリー・ウィリアムスの異種格闘技戦を実現させてしまった。『四角いジャングル』は、漫画の世界と現実の格闘技界の動きがリンクしていて、その虚実の危うい皮膜を洞察するスリルに、読者は胸をときめかせたものだ。多くの読者がこの漫画の影響で格闘技に興味を持つようになった。」と評している。

## 新☆四角いジャングル
原作：真樹日佐夫・画：峰岸とおる。『劇画マッドマックス』（コアマガジン）にて連載。
真樹指揮のもと2010年にVシネマ化。
2010年寅年に５代目タイガーマスクを誕生させるのではと格闘技雑誌で特集が組まれる。雑誌記者が候補と思われる選手や、初代である佐山聡、藤原敏男、格闘家、フリーライターの吉田豪などに取材を試みるも成果は得られなかったが、ある男の行動により急展開を迎えた。
ドラマはフィクションであるが、実際の興行としてキックボクシング大会「KICK GUTS 2010」が開催され、そこで５代目タイガーマスクがデビューされた。

### Vシネマ

#### キャスト
| ミノワマン | ・・・ | 立花直人             | 力丸ジム門下生                 |
| 棚橋弘至   | ・・・ | ミラクル魔牙ジュニア | 真樹道場が誇る連戦連勝の格闘家 |
| 風香       | ・・・ | サキ                 | ミラクル魔牙ジュニアの恋人     |
| 鈴木みのる | ・・・ | ニシ                 | 極道                           |
| 藤原喜明   | ・・・ | 力丸会長             | 立花直人のジムの会長           |
| TARU       | ・・・ |                      | 立花直人のトレーナー           |
| 真樹日佐夫 | ・・・ | 本人役               |                                |
| 吉田豪     | ・・・ | 本人役               |                                |
| 佐山聡     | ・・・ | 本人役               |                                |
| 藤原敏男   | ・・・ | 本人役               |                                |
| 菊田早苗   | ・・・ | 本人役               |                                |
| 伊藤隆     | ・・・ | 本人役               |                                |
| 野地竜太   | ・・・ | 本人役               |                                |
| 和田良覚   | ・・・ | 本人役               |                                |

#### スタッフ
- 監督：山本芳久
- 製作：「新☆四角いジャングル」製作委員会
- 営業統括：山田浩貴（GPミュージアムソフト）
- 企画：山本ほうゆう
- 原作：作・真樹日佐夫、画・峰岸とおる『新☆四角いジャングル』
- 脚本：真樹日佐夫
- プロデューサー：渋谷正一、山本芳久
- 撮影：大月栄治
- 照明：金田晃
- 録音：川島孝夫
- 編集：小川幸一
- 選曲効果：藤本淳
- 美術：中谷暢宏
- 助監督・AP：山鹿孝起
- 制作協力：アスプロスドラーゴ
- 制作：メディアワークス
- 発売元：「新☆四角いジャングル」製作委員会
- 販売元：GPミュージアムソフト